# Schultheißerei Schweich

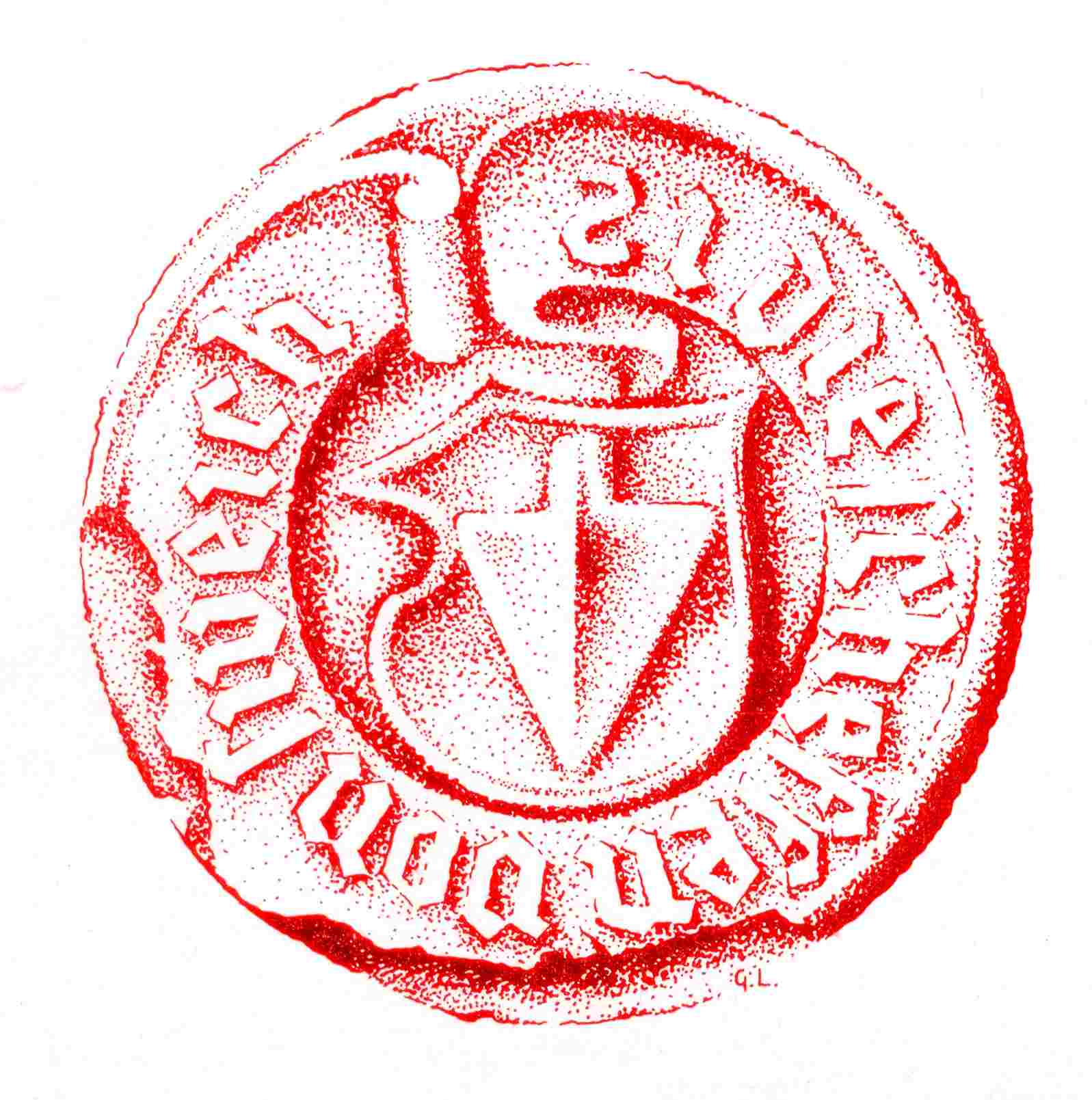
Gerichtssiegel von 1478

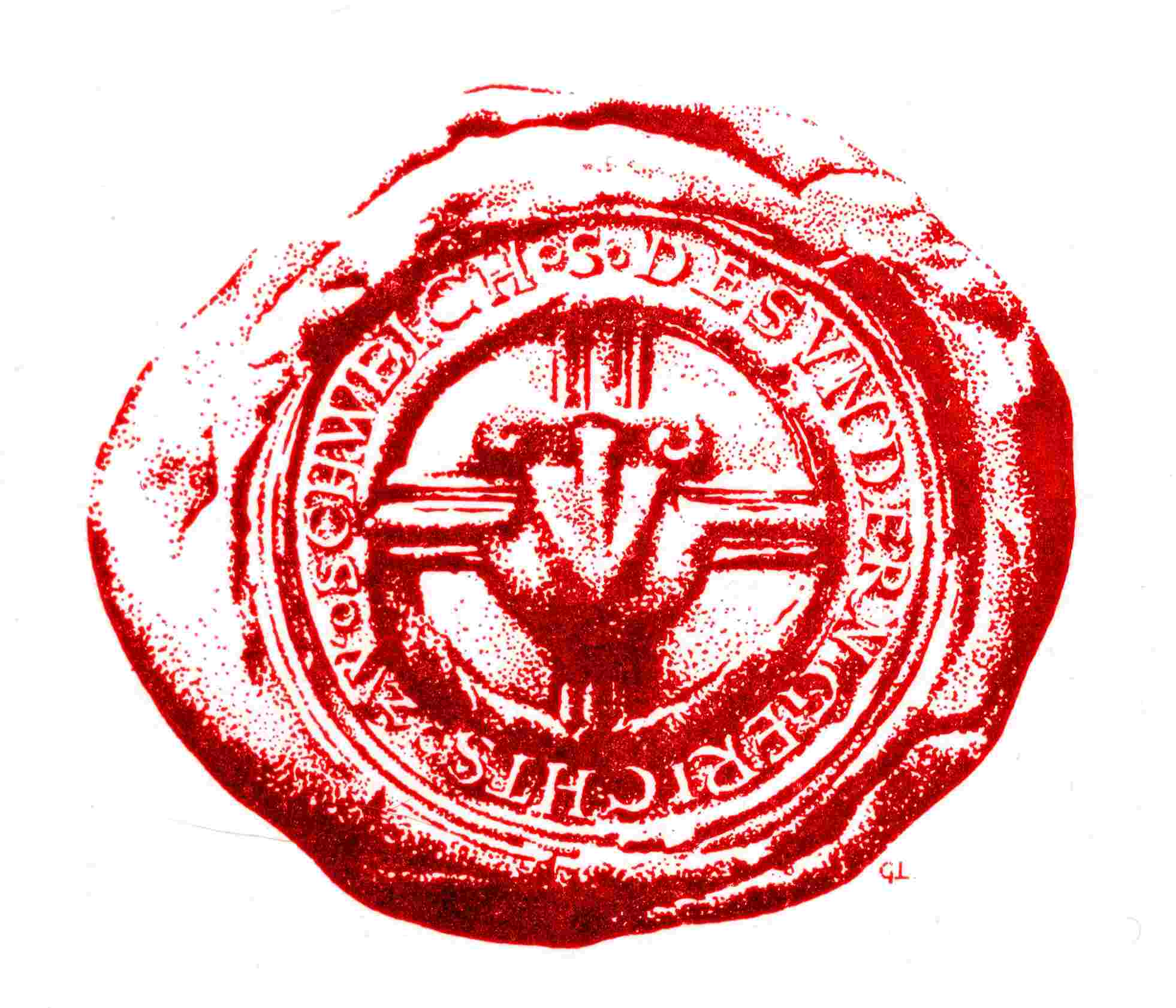
Gerichtssiegel von 1608

Die Schultheißerei Schweich war in kurtrierischer Zeit ein Gerichtspflegebezirk im Amt Pfalzel.
Im Jahre 1783, zur Zeit des letzten Trierer Kurfürsten Clemens Wenzeslaus von Sachsen, bestand die Pflege Schweich aus den Orten Schweich, Mehring, Longen, Bekond, Föhren, Hetzerath und Naurath.
Zu dieser Zeit war Schweich mit 172 Rauchfängen die größte Ortschaft des Amtes Pfalzel.